# For Every Heart
A For Every Heart Jamala debütáló stúdióalbuma. 2011. április 12-én adták ki Ukrajnában a Moon Records Ukraine által. Az album tartalmazza a „You Are Made of Love”, „It's Me, Jamala” és „Smile” kislemezeket.

## Kislemezek
„You Are Made of Love”-t 2010. február 14-én adták ki az album egyik vezetőlemezeként. Az „It's Me, Jamala” lett a második kislemez az albumról október 18-án, a „Smile” pedig 2010. november 23-án jelent meg.

## Számllista
| 1.    | For Every Heart                   | 3:39 |
| 2.    | One More Try                      | 4:19 |
| 3.    | You Are Made of Love              | 3:58 |
| 4.    | It's Me, Jamala                   | 3:19 |
| 5.    | Alas                              | 4:41 |
| 6.    | In My Shoes                       | 3:35 |
| 7.    | Without You                       | 5:04 |
| 8.    | Sing It Out                       | 3:46 |
| 9.    | Find Me                           | 4:43 |
| 10.   | I See You Every Night             | 3:23 |
| 11.   | Pengereden (krími tatár)          | 2:57 |
| 12.   | Smile                             | 3:12 |
| 13.   | History Repeating                 | 3:14 |
| 14.   | Маменькин сынок (orosz) (bónusz)  | 3:30 |
| 15.   | Верше, мій верше (ukrán) (bónusz) | 3:24 |
| 56:30 |                                   |      |

## Kiadás
| Ország  | Dátum             | Kiadó                | Formátum         |
| ------- | ----------------- | -------------------- | ---------------- |
| Ukrajna | 2011. április 12. | Moon Records Ukraine | Zeneletöltés, CD |

## Fordítás
- Ez a szócikk részben vagy egészben  a   For Every Heart című angol Wikipédia-szócikk fordításán alapul.  Az eredeti cikk szerkesztőit annak laptörténete sorolja fel. Ez a jelzés csupán a megfogalmazás eredetét és a szerzői jogokat jelzi, nem szolgál a cikkben szereplő információk forrásmegjelöléseként.